# Rio da Veiga
O rio da Veiga é uma rio de Portugal, na freguesia da Gavieira, concelho de Arcos de Valdevez, distrito de Viana do Castelo. Nasce na serra da Peneda, cerca de 2 km a nor-nordeste da branda da Bouça dos Homens. Desde o início do seu percurso, é também chamado sucessivamente por, rio Pomba e rio Grande, passando pelos lugares de Gavieira e Rouças e desaguando finalmente no rio da Peneda, junto ao lugar de Tibo.
Pertencente à bacia hidrográfica do rio Lima e à região hidrográfica do Minho e Lima.
Tem um comprimento aproximado de 7,4 km e uma área de bacia de aproximadamente 48,7 km².

## Afluentes
- Rio Mílharas
- Porto dos Lobos
- Corga das Teixas
- Corga do Portal Lameira
- Regato de Belchã
- Regato da Feicha
- Rio da Gingiela
- Regato de Cabril[2]